# Undrumsdal
Undrumsdal est une petite ville de la municipalité de Tønsberg, dans le comté de Vestfold, en Norvège.

## Description
Le village est situé à environ 8 km à l'est de Revetal.
Entre 1838 et 2001, le village était dans la municipalité de Våle. Il a appartenu à la municipalité de Re de 2002 à 2019. Depuis 2020, Undrumsdal appartient à la municipalité de Tønsberg.

## Galerie

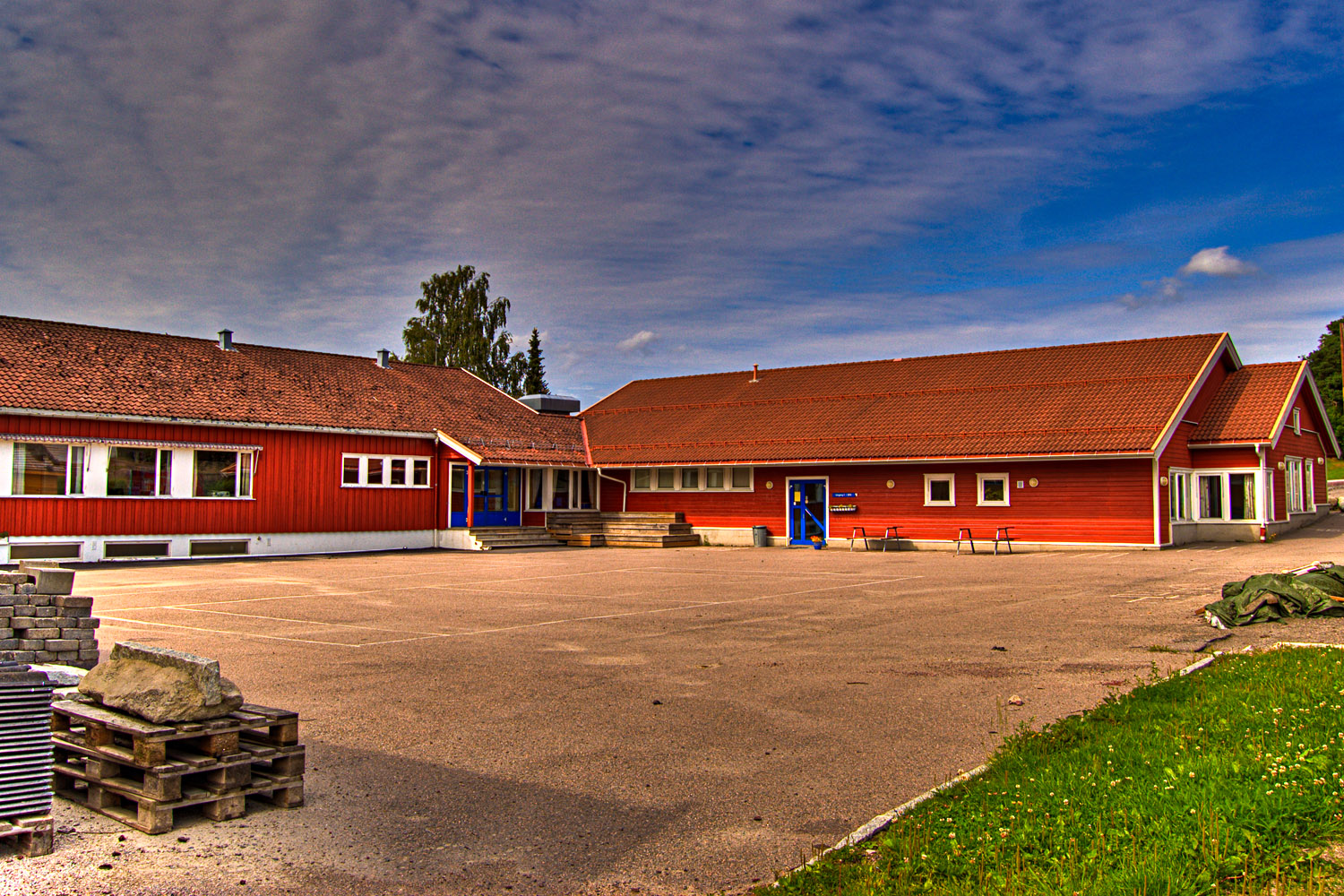
Centre éducatif de Solerød